# Колонічка
Колонічка (словац. Kolonička) — річка в Словаччині, ліва притока Трновця, протікає в окрузі Снина.
Довжина приблизно 7,9—8,5 км. Витік знаходиться в масиві Вигорлат (схил гори Нежабец) на висоті близько 820 метрів. Протікає територією села Колониця..
Впадає в Трновець на висоті 270 метрів.